# Atherimorpha
Atherimorpha (лат.) — род двукрылых из семейства бекасниц.

## Описание
Глаза у обоих полов широко расставлены, соприкасаются только у самцов немногих видов (например Atherimorpha irwini). Два базальных членика усиков округлые. Третий членик конический или луковицеобразный. На бочках заднегруди имеется диагональный ряд щетинок, идущий от нижней задней части к верхней передней части. На среднеспинке щетинки малочисленны или их нет совсем. Валик под щитком (подщитик) отсутствует. Радиальные жилки R1 и R2+3 впадают в костальную далеко друг от друга. Следующая радиальная жилка достигает края крыла за его вершиной. Край крыла в волосках. Самки Atherimorpha latipennis короткокрылые. За средних и задних голенях имеются по две шпоры.

## Биология
Встречаются в горных районах, обычно вблизи ручьев.

## Классификация
Включает 51 вид.

## Палеонтология
В ископаемом состоянии известен один вид Atherimorpha festuca, найденный в отложениях аптского яруса в Австралии (119,57—113,2 млн лет).

## Распространение
Реликтовый род, встречается в Южной Америке, южной Африке и Австралии